# Сарутобі Саске
Сарутобі Саске (猿 飛 佐 助 — Сарутобі Сасуке) — ніндзя, який фігурує в повісті «Коодан» та інших мистецьких творах, герой японських дитячих казок про ніндзя.
За однією з версій, образ Сарутобі Саске ґрунтується на реальній особистості — Кодзукі Саске, однак справжня дата народження не згадується. Вважають, що його знайшла і виховала родина мавп — звідси й неабиякі фізичні дані: спритність та швидкість, зокрема у лазінні по деревах. Ім'я «Сарутобі» означає «мавпячий стрибок» (сару — мавпа, тобі — стрибок).
У 10 років Сарутобі почав вивчати мистецтво меча, його вчителем був Хакуунсай Тодзава. Після цього навчання він став повноцінним ніндзя. Згодом очолив «десятку сміливців Санади» — гурт бійців, що служили Юкімурі Санаді. Саме завдяки цій службі він став знаменитим. У легендах розповідається й про двобої з іншими ніндзя — Ісикавою Гоемоном та Киригакуре Сайдзо, у яких перемагав Сарутобі. Обидва протистояння поклали початок дружбі між противниками.
Описується також смерть ніндзя — у 1615 році Саске, після розвідки одного із замків, потрапив до мисливського капкану. Не бажаючи здаватися, сміливець відрубав собі ногу. Через крововтрату та шок далеко втекти не зміг і покінчив життя самогубством.